# Psara brunnealis
Psara brunnealis là một loài bướm đêm trong họ Crambidae.